# Bahnhof Brugg
Der Bahnhof Brugg der Schweizerischen Bundesbahnen (SBB) ist der Bahnhof der Stadt Brugg im Kanton Aargau. Er wurde 1856 eröffnet und lag bis 1863 auf dem Gebiet der Nachbargemeinde Windisch. Heute verläuft die Gemeindegrenze teilweise am Rand des Gleisfeldes entlang. Der Brugger Bahnhof ist Knotenpunkt dreier Eisenbahnstrecken. Die wichtigste ist die Bözbergstrecke zwischen Zürich und Basel. Die anderen Strecken führen durch das Aaretal nach Aarau und durch das Birrfeld nach Lenzburg.

## Angebot
Es verkehren InterRegios nach Basel, Bern, Zürich HB und zum Flughafen Zürich. Die S29 der S-Bahn Aargau verkehrt von Turgi über Brugg nach Aarau - Zofingen und stündlich weiter nach Sursee. Die S23 der S-Bahn Aargau verkehrt von Baden über Brugg, Lenzburg, Aarau und Olten nach Langenthal. Brugg ist Endstation der Linie S12 der S-Bahn Zürich. Seit Dezember 2016 verkehrt zudem die S25, die von Brugg aus eine umsteigefreie Verbindung ins Freiamt ermöglicht.
Vom nordöstlichen Ende des Bahnhofplatzes aus verkehrten bis am 14. Dezember 2014 zahlreiche Postautolinien in die Region. Diese führten nach Birr, über Birmenstorf und Rütihof zum Bahnhof Mellingen Heitersberg, Döttingen, Frick, Laufenburg, Linn, Birrhard–Mellingen, Mönthal, Remigen, Scherz, Thalheim und Bad Zurzach. Daneben gab es zwei Postauto-Ortsbuslinien nach Brugg-Bodenacker-Schinznach Bad, Kurzentrum und Unterwindisch. Mit der Eröffnung des zweiten Busbahnhofs am 15. Dezember 2014 auf der südwestlichen Seite beim neuerbauten Campus der Fachhochschule Nordwestschweiz wurde der Verkehr neu geregelt. Der Bahnhof Brugg verfügt über ein Mobility-Carsharing-Angebot.

### Fernverkehr
- 16 Bern – Olten – Brugg AG – Zürich HB
- 36 Basel SBB – Brugg AG – Zürich HB (– Zürich Flughafen)

### Regionalverkehr
RegioExpress
- 12 Olten – Brugg AG – Wettingen (– Zürich HB)
- 36 Basel SBB – Frick – Brugg – Baden – Zürich HB (ein abendliches Zugpaar am Wochenende)

#### S-Bahn Zürich
- S 12 Brugg – Altstetten – Zürich HB – Stettbach – Winterthur – Schaffhausen/Wil

#### S-Bahn Aargau
- S 23 Langenthal – Olten – Aarau – Lenzburg – Brugg – Baden
- S 25 Brugg – Othmarsingen – Wohlen – Muri
- S 29 Sursee – Zofingen – Olten – Aarau – Wildegg – Brugg – Turgi

#### S-Bahn Basel
- S 1 Basel SBB – Rheinfelden – Stein-Säckingen – Frick (– Brugg) (SBB) (nur in der Nacht, am Wochenende teilweise auch nur Brugg AG - Frick)

#### Nachtzüge
- SN1 Aarau – Wildegg – Brugg – Dietikon – Zürich HB – Stettbach – Winterthur

### Postauto
ab Haltestelle Bahnhof/Zentrum
- 137 Brugg – Effingen – Elfingen – Bözen – Frick
- 142 Brugg – Gansingen – Hottwil – Laufenburg
- 360 Brugg – Bad Zurzach
- 368 Brugg – Bodenacker – Wildischachen – Schinznach Bad
- 371 Brugg – Schinznach Dorf – Thalheim
- 372 Brugg – Bözberg – Linn
- 374 Brugg – Mönthal
- 376 Brugg – Villigen PSI – Döttingen

ab Haltestelle Bahnhof/Campus
- 361 Brugg – Unterwindisch
- 362 Brugg – Gebenstorf – Birmenstorf – Mellingen Heitersberg
- 363 Brugg – Mülligen – Birrhard – Mellingen
- 364 Brugg – Birr
- 366 Brugg – Habsburg – Scherz

Zudem verkehren am Wochenende drei Nachtbuslinien N40 N42 N43 in verschiedene Richtungen der Region.

## Anlage

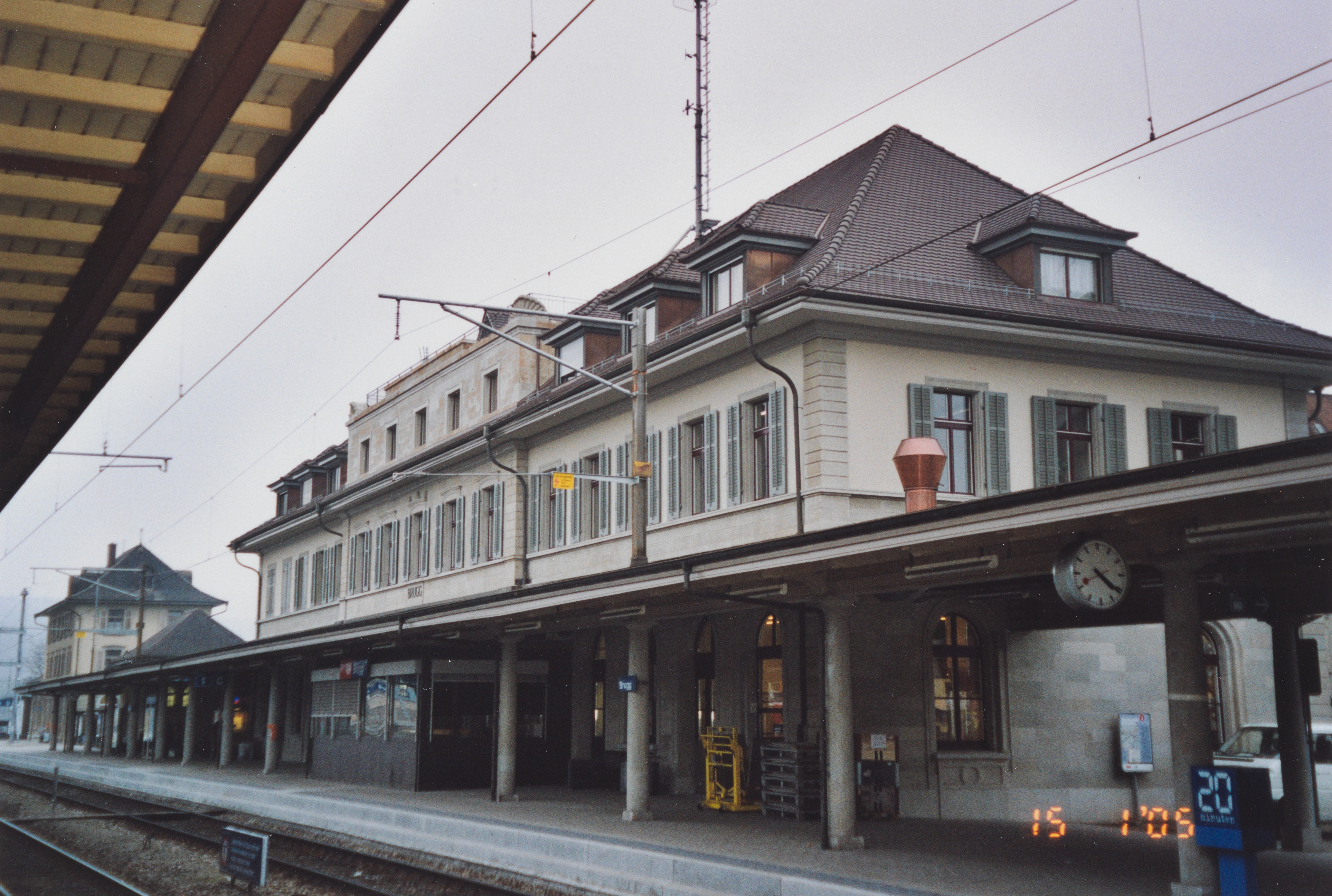
Bahnhofsgebäude Bahnseite (2005)

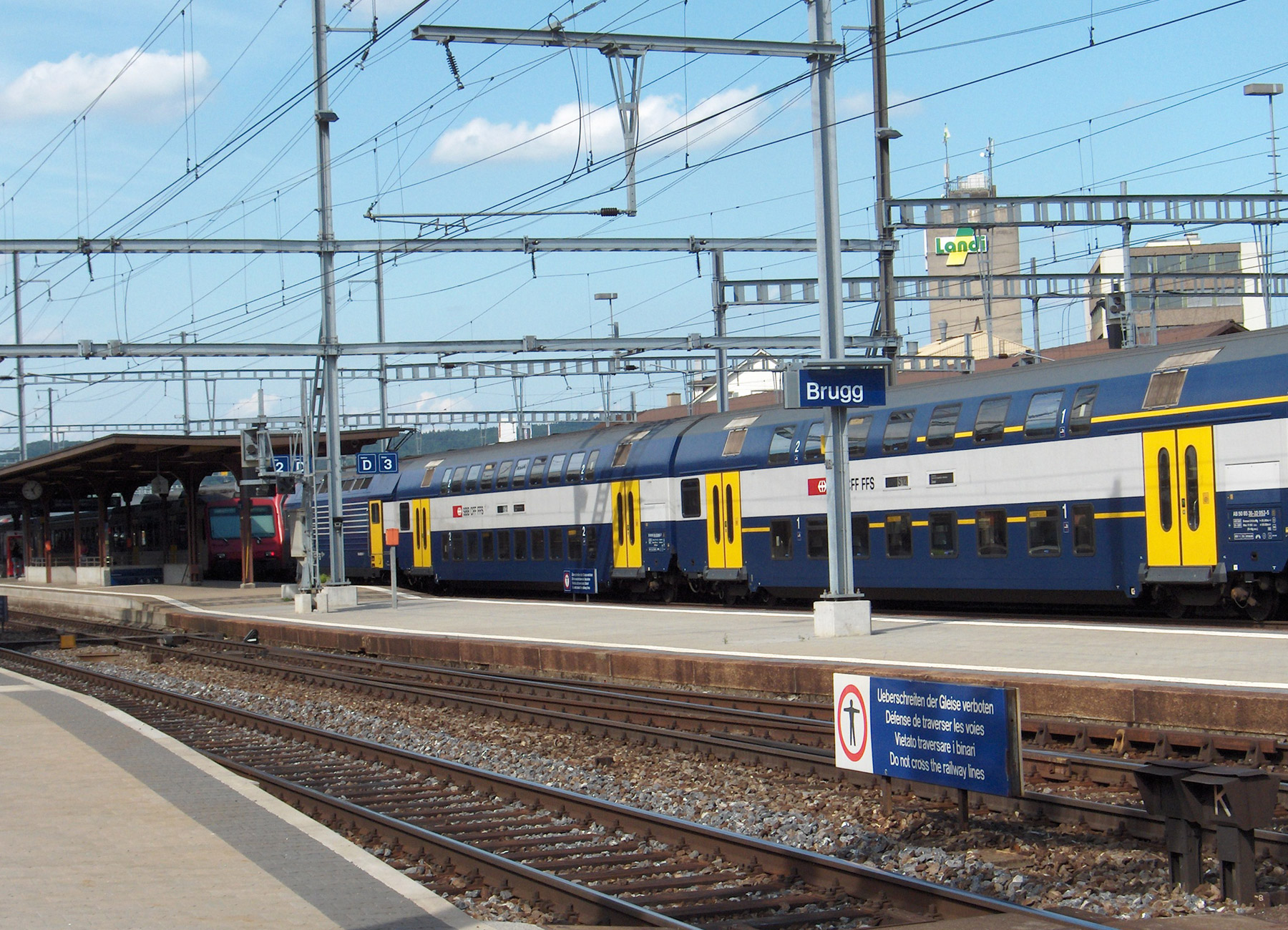
Ein S-Bahn-Zug der Linie 12 fährt in den Bahnhof ein

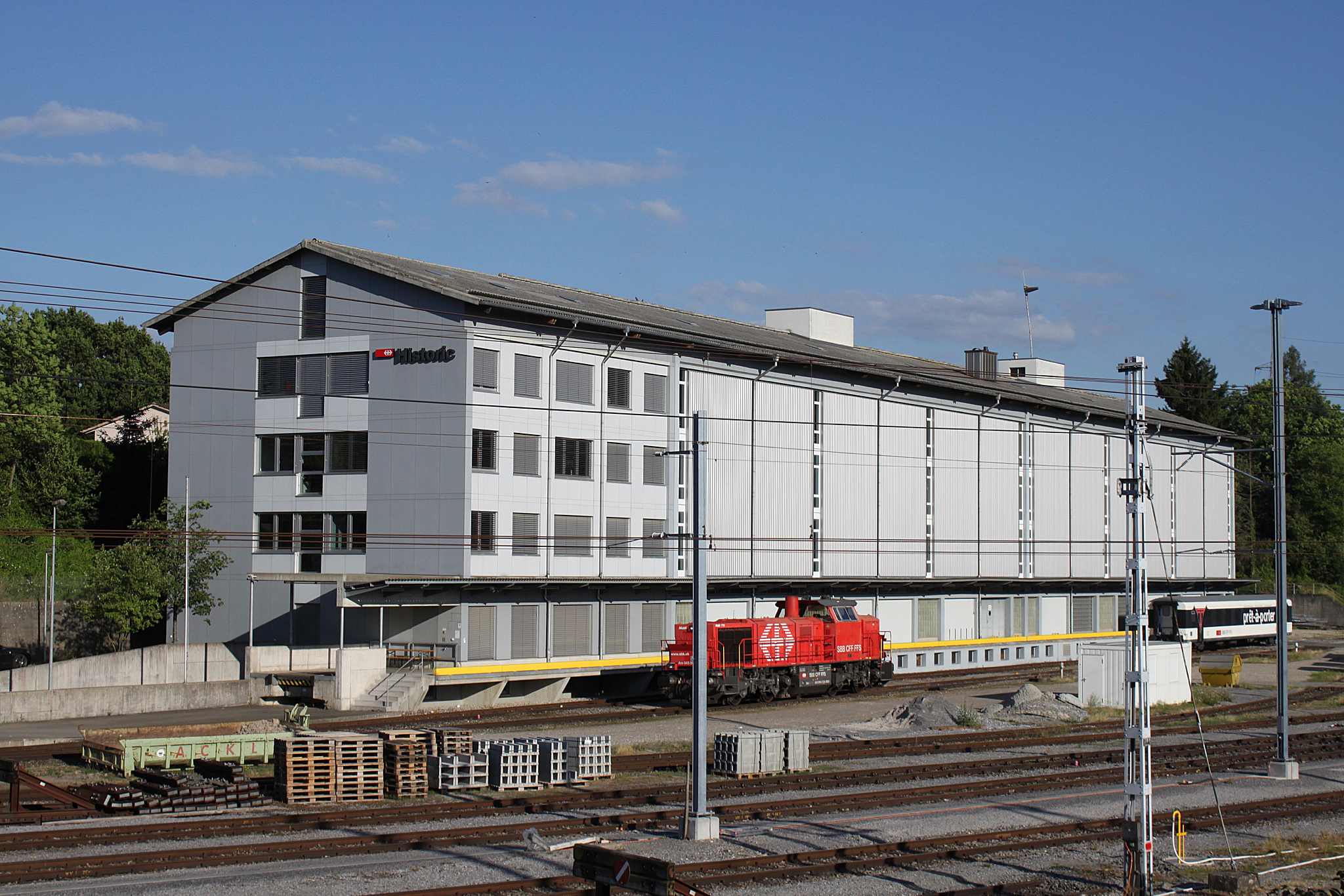
Büros der SBB Historic auf dem Bahngelände (2017)

Das aus Muschelkalkstein im Stile des Historismus errichtete Bahnhofsgebäude ist dreiteilig: Der Mittelteil ist mit einer Säulenarkade und zwei markanten halbrunden Treppentürmen versehen, die an die ehemalige Brugger Stadtmauer erinnern. Daran angebaut sind zwei schlichter ausgeführte Seitenflügel.
Die Bahnhofanlage ist auf einer von Nordosten nach Südwesten verlaufenden Achse angeordnet und besteht aus sieben Durchfahrtsgleisen. Gleis 1 ist der Hausbahnsteig; es folgen zwei Gleispaare, die beide an je einem überdachten Mittelbahnsteig liegen.
Züge aus und in Richtung Basel verkehren über die Gleise 1 und 2.
Züge der Achse Zürich – Lenzburg – Aarau verkehren über die Gleise 3, 4 und 5, jene der Achse Zürich – Birrfeld – Aarau und Freiamt – Birrfeld – Brugg können nur über die Gleise 4 und 5 fahren.
Die Züge der S12 (Brugg – Winterthur – Schaffhausen/Wil) enden und wenden alternierend meistens in den Gleisen 2 und 5.
Die Gleise 6 und 7 haben keine Bahnsteige und dienen dem Güterverkehr, fürs Rangieren und als Abstellbereich. In Gleis 8 kann nur von Zürcher Seite aus eingefahren bzw. nur in diese Richtung auch wieder ausgefahren werden. Die Gleise 9 und 10 sind nur noch für Rangierfahrten zugänglich.
Zudem gibt es drei Gleisgruppen (Caesar-, Dora- und Emilgruppe), die als Abstellanlage für Zugskompositionen dienen. Bis 2024 befand sich in einem der Dora-Gleise ein Lösch- und Rettungszug (LRZ) der SBB in Bereitschaft. Brugg als Interventionsstandort wurde jedoch aufgehoben.
Es gibt zwei Unterführungen: die südwestliche verbindet den Bahnhofplatz mit den Bahnsteigen und dem Busbahnhof Campus Brugg, die nordöstliche verbindet die gesamte Bahnhofanlage, den Neumarkt Brugg und die Windischer Seite.
Südwestlich des Bahnhofs, zwischen den Strecken nach Aarau und Lenzburg, befindet sich das Gelände einer ehemaligen Lokremise, die älteste noch vorhandene Bahndepotanlage der Schweiz. Erhalten geblieben sind ein Langschuppen sowie ein Ringschuppen mit Drehscheibe. Im Langschuppen sind mehrere Dampflokomotiven von SBB Historic und des Vereins Mikado abgestellt. Die Stiftung Bahnpark Region Brugg setzt sich für den langfristigen Erhalt der Remise ein.
Die Bözbergstrecke und die Birrfeldlinie sind durch einen Viadukt miteinander verbunden, der rechtwinklig die Strecke nach Aarau und das Lokremisengelände überquert. Dieser zweigleisige Abschnitt wird auch als „VL Brugg“ bezeichnet. Diese Verbindung macht Wendemanöver im Bahnhof überflüssig und wird ausschliesslich von Güterzügen befahren, die auf der Gotthardachse zwischen Deutschland und Italien unterwegs sind.
Gesteuert wird der Bahnhof über ein elektronisches Stellwerk vom Typ Alcatel/Thales Elektra 2.
Der Bahnhof Brugg war zudem ein Fernsteuerzentrum, von wo aus sukzessive die Bahnhöfe der Bözbergstrecke bis Möhlin sowie Sisseln, Laufenburg, Lupfig und Turgi überwacht wurden. Im Jahre 2008 erfolgte die Auflösung des Fernsteuerzentrums; die Arbeitsplätze wurden ins Zentrale Stellwerk Basel verlagert. Seit dem 23. August 2015 erfolgt die Fernsteuerung des Bahnhofs von der Betriebszentrale Mitte in Olten.

## Geschichte

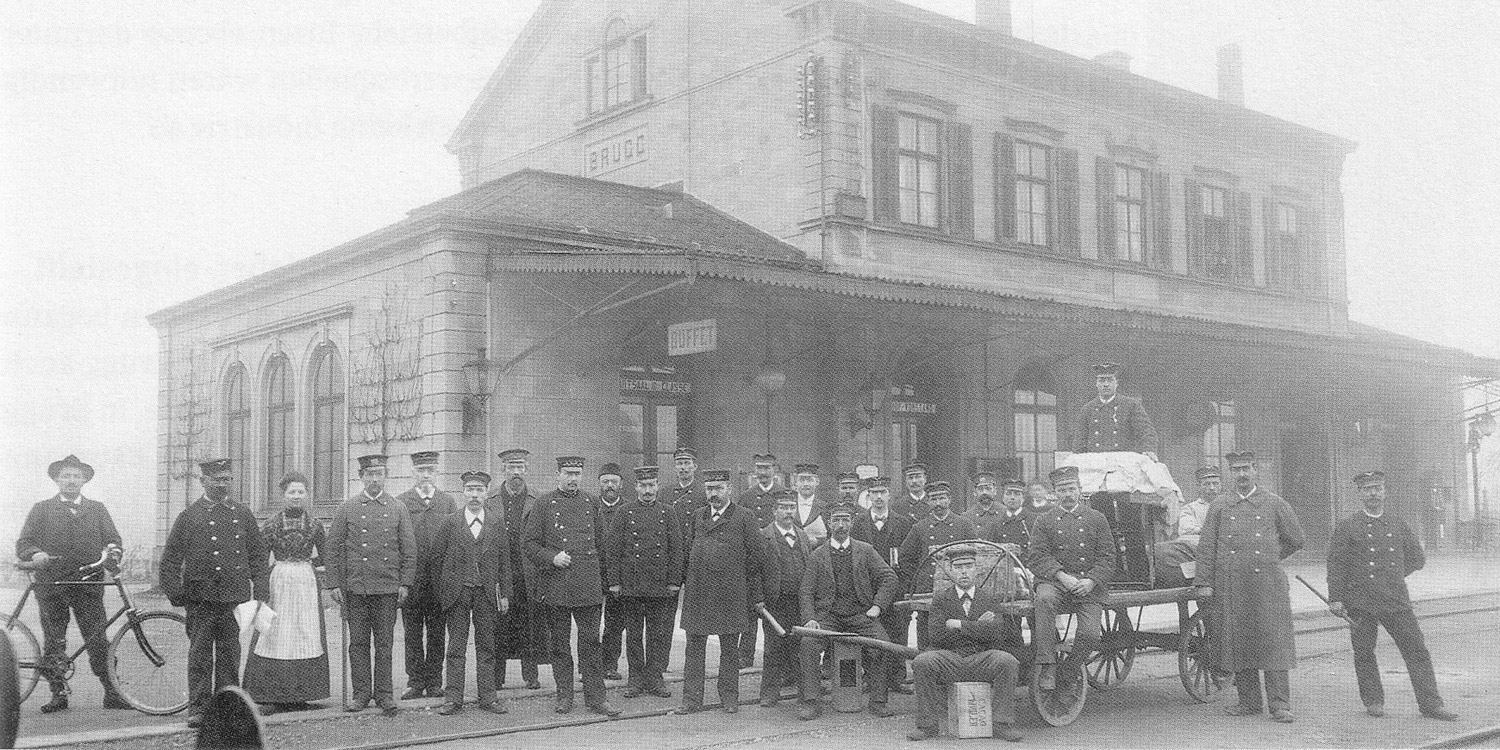
Bahnhofpersonal im Jahr 1868

Eröffnet wurde der Bahnhof am 29. September 1856, als die Schweizerische Nordostbahn (NOB) die erste Eisenbahnlinie der Schweiz (zwischen Zürich und Bahnhof Baden) bis hierhin verlängerte. Mit der Inbetriebnahme des Teilstücks Brugg–Aarau am 15. Mai 1858 war die Bahnverbindung zwischen Zürich und Bern fertiggestellt.
Die Brugger beklagten sich, der Bahnhof liege zu weit entfernt. Durch den notwendigen Fussmarsch von zehn Minuten (!) werde das Städtchen wirtschaftlichen Schaden erleiden. Die Windischer hingegen waren verärgert, dass der Bahnhof „Brugg“ hiess, obwohl er auf ihrem Gemeindegebiet lag. Windisch steckte zu jener Zeit in grossen finanziellen Nöten und war schliesslich gezwungen, im Jahr 1863 das Gebiet rund um den Bahnhof für 25'000 Franken an Brugg zu verkaufen.
Der erste Brugger Bahnhof war eine einfache Holzständerkonstruktion. Daneben entstanden zwei Güterschuppen, ein Lokomotivdepot und eine Drehscheibe. Der Holzbau wurde 1867/68 durch ein repräsentatives Gebäude aus Muschelkalkstein ersetzt (der heutige Mittelteil). Verantwortlicher Architekt war Jakob Friedrich Wanner, das Baumaterial stammte teilweise von früheren Bahnhofbauten in Zürich. Durch den Bau zweier weiterer Strecken entwickelte sich Brugg zum Eisenbahnknotenpunkt: Die Bözbergbahn nach Basel wurde am 2. August 1875 eröffnet, die Aargauische Südbahn nahm am 1. Juni 1882 die Strecke nach Hendschiken in Betrieb.
1892 baute die NOB den heute noch bestehenden Langschuppen für die Stationierung von Dampflokomotiven. Zwischen 1911 und 1913 kam ein Ringschuppen der SBB hinzu. Im Endausbau waren 28 Standplätze vorgesehen, verwirklicht wurden jedoch nur sieben. Zusätzlich errichteten die SBB eine Reparaturwerkstätte für Dampflokomotiven. Nachdem die Bahnstrecken in den Jahren 1925 bis 1927 elektrifiziert worden waren, wurde die Reparaturwerkstätte nicht mehr benötigt und 1928 aufgehoben.
Das Bahnhofsgebäude erhielt zwischen 1918 und 1921 durch den Anbau zweier Seitenflügel seine heutige Gestalt (nach Plänen von Albert Froelich). Die überdachten Mittelbahnsteige wurden 1934 errichtet und durch Unterführungen erschlossen. Vorher mussten die Reisenden zum Ein- und Aussteigen bis zu vier Gleise überqueren. Seit der Inbetriebnahme der S-Bahn Zürich im Mai 1990 ist Brugg Endstation der Linie S12.